# Jocksy Ondo-Louemba
Pour les articles homonymes, voir Ondo (homonymie).
Jocksy Andrew Ondo-Louemba Ovono est un journaliste et écrivain gabonais né à Mounana au Gabon le 4 janvier 1985.
Très engagé, Il critique particulièrement les « crimes rituels », (qui sont en réalité des sacrifices humains), la torture au Gabon ainsi que le régime du Président de la République Gabonaise Ali Bongo, fils aîné d'Omar Bongo, arrivé au pouvoir à l'issue de l' élection présidentielle gabonaise de 2009.
Il exprime une certaine défiance vis-à-vis du général Brice Oligui Nguema  et de son régime qui a pris le pouvoir au Gabon à la faveur du coup d'Etat du 30 aout 2023.

## Critique de la réélection d'Ali Bongo en 2016
À la suite de l'élection présidentielle gabonaise de 2016, Jocksy Ondo-Louemba affirme que la victoire d'Ali Bongo est frauduleuse et fait remarquer l'incohérence des chiffres annoncés par le Ministère de l’intérieur du Gabon. À propos de la province du Haut Ogooué dont des observateurs et certains médias ont douté de la sincérité les résultats, il révèle que le Ministère de l'intérieur du Gabon a rajouté 2901 votants contrairement à ses prérogatives "rajoutant du ridicule au ridicule".

## Critique d'Ali Bongo et de son régime
Jocksy Ondo-Louemba décrit également le régime gabonais comme une "junte militaire en costume cravate recouverte d'un "vernis démocratique"  constitué par "un multipartisme de façade" et Ali Bongo comme le "Roi du Gabon", un "Roi Nègre", un usurpateur ou plus régulièrement comme "monarque de pacotille" à la tête d'une  "monarchie africaine d’un genre étrange" servie par des courtisans: les "bongolâtres".
A propos du Parti Démocratique Gabonais, le PDG, Jocksy Ondo-Louemba déclare :  "ce n'est pas qu'un parti, c'est un instrument au service de la famille Bongo."
Jocksy Ondo-Louemba décrit également Ali Bongo comme un " Phénix sanglant", "prédateur", "tyrannique", "ridicule" , "brutal", "sinistre", "un tantinet sanguinaire"  n'hésitant pas à l'appeler  “Général” Bongo, deuxième du nom" pour railler le fait qu'il n'hésite pas à parader en uniforme de général d'armée  sans avoir suivi la moindre formation militaire .

## Critique de Sylvia Bongo
Jocksy Ondo-Louemba décrit l'épouse d'Ali Bongo Sylvia Valentin comme "une reine d'Afrique"  censée donner une image lisse et séduisante du régime dictatorial de son mari par son élégance (il l'a surnomme la  "Jackie Kennedy d'Ali Bongo")  et ses actions caritatives,. Depuis l'Accident Vasculaire Cérébral d'Ali Bongo survenu à Ryad le 24 octobre 2018, Jocksy Ondo-Louemba affirme que le pouvoir de Sylvia Bongo s'est considérablement accru faisant d'elle désormais "La régente de Libreville" ou la "Reine du Gabon" et surtout qu'elle verrait bien son fils aîné Noureddin Bongo -  le "prince héritier du Gabon"-  succéder à son père.

## Critique de l'Armée gabonaise
Jocksy Ondo-Louemba, qualifie l'armée gabonaise de "pilier" et de "cerbère de la monarchie Bongo" tant elle est acquise à Ali Bongo comme à son père Omar Bongo avant lui. Il affirme  qu'elle n'hésite pas à battre campagne pour lui et à réprimer brutalement et souvent dans le sangtous ceux qui s'opposent un peu trop vivement à Ali Bongo et à son régime . Quant à la Garde Républicaine du Gabon elle "apparait plus comme une armée à part entière et entièrement à part (...) qui tue ouvertement".

## Dénonciation de la torture au Gabon
Jocksy Ondo-Louemba  dénonce le recours systématique à la torture au Gabon,. Il parle de "macoutisme scientifique"pour décrire le système répressif du pouvoir gabonais caractérisé par une répression ciblée et particulièrement inhumaine. Il dénonce l'existence au Gabon des "escadrons de la mort"et des lieux de détentions extra-judiciairesdont l'un est situé dans l'enceinte d'un complexe administratif dénommé "Cité de la Démocratie" à Libreville.
Jocksy Ondo-Louemba compare un autre centre clandestin de détention  à Libreville appelé la "villa" à la Villa Grimaldi, célèbre centre de torture au Chili pendant la dictature de Pinochet.

Le 26 juillet 2019, Jocksy Ondo-Louemba  publie des photos du corps supplicié  de Jean Claude Mbayi, mort sous la torture à l'antenne de Franceville de la Direction Générale des Recherches (un service d'investigations et de Renseignement de la Gendarmerie placé sous l'autorité directe du Président de la République du Gabon) et ajoute: 
ce n’est pas la première fois qu’un homme est torturé à mort à Franceville. En 2017, Bonca Issouf soupçonné d’avoir commis un vol dans la maison dans laquelle il travaillait, avait été torturé à mort cette fois-ci dans les locaux de la police Judiciaire. Plus tard, on découvrait qu’il n’y était absolument pour rien ,. 
Il parle également d'une banalisation de la torture au Gabon en affirmant que: 
"L’enregistrement des séances de tortures est habituel et le viol dans les locaux des Renseignements militaires une pratique courante…". 

### Critique de la torture de Sylvia Bongo
Après avoir révélé dans plusieurs articles les tortures infligées à Sylvia Bongo ainsi qu'à son fils Nourredin Bongo par la junte militaire depuis leur arrestation mais aussi pour avoir révélé les noms des tortionnaires présumés poursuivis par la justice française, parmi lesquels figurent au moins un frère de Brice Oligui Nguema , Jocksy Ondo-Louemba a publiquement condamné les tortures infligées à Sylvia Bongo et à son fils qu'il a qualifié de "honte absolue" et "de péril pour tous": 
"Si l’on voulait véritablement rendre justice, alors Sylvia et Noureddin Bongo auraient dû bénéficier d’un procès équitable, avec des avocats, des juges impartiaux et des procédures transparentes. Mais ce n’est pas ce qui se passe. Ils sont enfermés, isolés et soumis à des violences dignes d'un État sauvage, indignes du Gabon.
Les témoignages qui nous parviennent sont accablants. Sylvia Bongo a été régulièrement battue et soumise à des tentatives d’asphyxie. Son fils Noureddin n’est pas épargné. Il a été soumis à des électrocutions au Taser, à des passages à tabac systématiques, à des privations de sommeil prolongées et même à une séance sadique où on l’a obligé, avec d’autres prisonniers, à se frapper mutuellement avec des armes blanches sous la menace d'être tasés par des geôliers sadiques. Ces méthodes ne relèvent pas de la justice, mais de la barbarie pure et simple."

## Vols de la mort
Jocksy Ondo-Louemba accuse également le régime d'Ali Bongo d'avoir organisé des "vols de la morts" en marge du "coup d'état électoral" en 2009. Précisant - à la suite de nombreuses affirmations - qu'à Port Gentil des corps d'opposants préalablement lestés ont été jetés par hélicoptère militaire dans l'Océan Atlantique.

## Caravanes de la mort
Jocksy Ondo-Louemba accuse formellement Ali Bongo d'avoir lui-même supervisé la répression post-électorale et organisé des Caravanes de la mort .

## Critique de l'opposition gabonaise
Pour Jocksy Ondo-Louemba "L'opposition est une farce au Gabon", il critique les revirement permanents des opposants gabonais, leurs liens troubles avec le régime d'Omar puis d'Ali Bongo et leur gout immodéré des fonctions lucratives et des honneurs au détriment des préoccupations du peuple gabonais et des injustices multiformes qu'il subi. Pour Jocksy Ondo-Louemba, il s'agit d'une  "opposition contrôlée" par le pouvoir d'Ali Bongo.

## Réaction au Coup d'Etat du 30 aout 2023 au Gabon
"Je pense que les militaires n'ont pas voulu se livrer la répression qui était annoncée"  a déclaré  Jocksy Ondo-Louemba à propos du Coup d'Etat du 30 aout 2023  tout en ajoutant sur BFM TV que "c'était prévisible". Jocksy Ondo-Louemba avait précédemment qualifié de "mascarade", "d'injuste et d'absurde" l'élection présidentielle du 30 aout 2023 au Gabon.
En avril 2023, Jocksy Ondo-Louemba avait dit craindre le jour où les militaires gabonais sortiront définitivement de leur soumission au pouvoir civil pour devenir des acteurs politiques avant de conclure « on entrera sans doute dans un régime militaire de 30 ans » …
A propos de Brice Oligui nguema, qu'il a présenté en novembre 2022 comme "l'homme fort du pouvoir gabonais" , Jocksy Ondo-Louemba  le décrit comme "un homme du sérail"dont l'ascension présageait son accession à la tête du Gabon. Selon lui, "Brice Oligui Nguema était la personne qui devait compter, il avait déjà médiatisé sa fonction et s'était véritablement sorti de la réserve dans laquelle s'étaient mis ses prédécesseurs".

## Critique du régime de Brice Oligui Nguema
Interrogé par Deutsche Welle  sur le dialogue national inclusif qui se tient au Gabon en Avril 2024 Jocksy Ondo - Louemba a répondu : "Je n'attends rien de ce dialogue parce que ce dialogue n'a qu'un seul objectif : donner un peu plus de légitimité politique à quelqu'un qui a quand même pris le pouvoir à l'issue d'un coup d'Etat. Les Gabonais n'ont jamais mandaté ce monsieur et pour quelqu'un qui est venu libérer le peuple, je pense qu'il ne l'écoute pas suffisamment".
Jocksy Ondo-Louemba s'est montré très critique par rapport à l'évolution du Gabon post Ali Bongo. En effet, il dénonce le culte de la personnalité Brice Oligui Nguema qui est devenu un véritable autocrate. Il considère que le Gabon a fait un grand recul sur le plan politique "Le Gabon revient à un système d'il y a 30 ans".
Auparavant, il s'était montré sceptique à propos de l'issue positive de la transition menée par les militaires et avait déclaré concernant  Brice Oligui Nguema en paraphrasant Cyrille Adoula à propos de Moise Tschombé : "Je connais le joueur et je connais le jeu".

## Publications
Jocksy Ondo-Louemba est l'auteur de Something is wrongun essai polémique sur l'Afrique paru en 2015 et de Mauvaises Nouvelles, Chroniques du Gabon (2016-2019) recueil de ses articles sur le Gabon  paru en Décembre 2020.